# Jürg Widmer
Jürg Widmer (16 november 1957) is een Zwitsers voetbalcoach.

## Carrière
Widmer was hoofd van de jeugdcoaching bij FC Aarau maar besloot in 2012 zelf te gaan coachen. Eerst FC Naters en nadien SC Schöftland en FC Eschenbach. In 2019 werd hij hoofdcoach van FC Solothurn waar hij de ontslagen Pool Dariusz Skrzypczak verving. In november 2021 werd hij er ontslagen en opgevolgd door Ronald Vetter die na nog geen maand werd opgevolgd door Thomas Binggeli.
In 2022 tekende hij opnieuw als coach bij FC Naters dat hij al eerder trainde van 2012 tot 2014.